# Chiriac Marcov
Chiriac Marcov es un deportista rumano que compitió en piragüismo en la modalidad de aguas tranquilas. Ganó una medalla de bronce en el Campeonato Mundial de Piragüismo de 2001 y tres medallas de plata en el Campeonato Europeo de Piragüismo, en los años 1999 y 2000.

## Palmarés internacional
| Campeonato Mundial | Campeonato Mundial | Campeonato Mundial | Campeonato Mundial |
| Año                | Lugar              | Medalla            | Evento             |
| ------------------ | ------------------ | ------------------ | ------------------ |
| 2001               | Poznań (Polonia)   | Medalla de bronce  | C4 1000 m          |
| Campeonato Europeo |                    |                    |                    |
| Año                | Lugar              | Medalla            | Evento             |
| 1999               | Zagreb (Croacia)   | Medalla de plata   | C4 1000 m          |
| 2000               | Poznań (Polonia)   | Medalla de plata   | C4 500 m           |
| 2000               | Poznań (Polonia)   | Medalla de plata   | C4 1000 m          |